# 力丸町 (北九州市)
力丸町（りきまるまち）は福岡県北九州市八幡西区の町。住居表示実施済み。郵便番号は807-0802。

## 地理
八幡西区の北部に位置し、北に大字本城 (北九州市)、東に本城 (北九州市)、南東に本城東、南に貴船台，友田 (北九州市)、西に千代ケ崎と接する。

### 河川
- 二級河川 金手川

## 地域の特徴
西部が低い台地となっている住宅地。南縁に沿ってJR九州筑豊本線が走り南端には本城駅がある。筑豊本線の内側を金手川が東に流れる。北縁から南西端に向かって国道199号（本城バイパス）が走り、北西端から南東方向に走る県道11号有毛引野線と交差する。また北縁東部を県道278号払川折尾線が走る。

## 歴史
かつてこの辺りは大字本城の字、的場前，湯庵堂，坪池，力丸，石ケ元，水尻，今縄手などと呼ばれていた。力丸は中世の名であり、本城村発生地の一つという。力丸東公園の一角には湯庵堂の由来を記した石碑があり、かつてはこの地に温泉が湧いていたという。当初湯屋堂と呼ばれていたのが、後に訛って湯庵堂となった。また力丸記念公園には力丸古墳があり、平安時代の貝塚と室町時代の墓石が発掘されている。

### 地名の由来
大字本城の字、力丸に由来する。

### 沿革
- 1978年（昭和53年）6月1日 - 力丸町新設[7]
- 1985年（昭和60年）6月1日 - 力丸町の一部が本城東六丁目になる[8]。

### 町名の変遷
| 実施内容          | 実施年月日               | 実施後 | 実施前         |
| ----------------- | ------------------------ | ------ | -------------- |
| 町名新設 住居表示 | 1978年（昭和53年）6月1日 | 力丸町 | 大字本城の一部 |

## 世帯数と人口
2025年（令和7年）3月31日現在（北九州市発表）の世帯数と人口は以下の通りである。
| 町     | 世帯数  | 人口    |
| ------ | ------- | ------- |
| 力丸町 | 909世帯 | 1,604人 |

### 人口の変遷
国勢調査による人口の推移。
| 1995年（平成7年）  | 1,781人 | [ 10 ] |  |
| 2000年（平成12年） | 1,720人 | [ 11 ] |  |
| 2005年（平成17年） | 1,856人 | [ 12 ] |  |
| 2010年（平成22年） | 1,896人 | [ 13 ] |  |
| 2015年（平成27年） | 1,728人 | [ 14 ] |  |
| 2020年（令和2年）  | 1,707人 | [ 15 ] |  |

### 世帯数の変遷
国勢調査による世帯数の推移。
| 1995年（平成7年）  | 777世帯 | [ 10 ] |  |
| 2000年（平成12年） | 744世帯 | [ 11 ] |  |
| 2005年（平成17年） | 861世帯 | [ 12 ] |  |
| 2010年（平成22年） | 824世帯 | [ 13 ] |  |
| 2015年（平成27年） | 816世帯 | [ 14 ] |  |
| 2020年（令和2年）  | 839世帯 | [ 15 ] |  |

## 学区
市立小・中学校に通う場合、学区は以下の通りとなる。
| 町     | 街区      | 小学校                 | 中学校               |
| ------ | --------- | ---------------------- | -------------------- |
| 力丸町 | 1 - 15番  | 北九州市立医生丘小学校 | 北九州市立本城中学校 |
| 力丸町 | 16 - 26番 | 北九州市立本城小学校   | 北九州市立本城中学校 |

## 交通

### 鉄道
- JR九州
  - 本城駅

### バス
域内のバス停と系統は以下のとおりである。
| 運行事業者 | 運行事業者 | 北九州市交通局 | 北九州市交通局 | 北九州市交通局 | 北九州市交通局        | 北九州市交通局 |
| 系統       | 系統       | 31循           | 36             | 54             | ジ アウトレット北九州 | 第二浅川橋     |
| 停留所     | 力丸町     | ○              | ○              | ○              | ○                     | ○              |
| 停留所     | 本城駅     | ○              |                |                |                       |                |

### 道路
- 国道199号（本城バイパス）
- 県道11号有毛引野線
- 県道278号払川折尾線

## 施設

### 社会福祉施設
- 力丸記念年長者いこいの家

### 公園
- 力丸記念公園
- 力丸東公園